# Kanton Château-Gontier-sur-Mayenne-2
Château-Gontier-sur-Mayenne-2 (voorheen Kanton Château-Gontier) is een kanton van het Franse departement Mayenne. Het kanton maakt deel uit van het arrondissement Château-Gontier.
In 2020 telde het 20.968 inwoners.

Het kanton werd gevormd ingevolge het decreet van 21 februari 2014, met uitwerking op 22 maart 2015, met Château-Gontier als hoofdplaats.
Nadat de hoofdplaats door fusie op 1 januari 2019 werd opgenomen in de commune nouvelle Château-Gontier-sur-Mayenne, werd de naam van het kanton bij decreet van 5 maart 2020 aangepast aan de nieuwe naam van de hoofdplaats.

## Gemeenten
Het kanton omvatte bij zijn vorming 13 gemeenten.
Op 1 januari 2018 werden de gemeenten Ampoigné en Laigné samengevoegd tot de fusiegemeente (commune nouvelle) Prée-d'Anjou.
Op 1 januari 2019 werden de gemeenten Azé, Château-Gontier en Saint-Fort samengevoegd tot de fusiegemeente (commune nouvelle) Château-Gontier-sur-Mayenne.
Sindsdien omvat het kanton volgende gemeenten:
- Bouchamps-lès-Craon
- Château-Gontier-sur-Mayenne (deel overeenstemmend met de deelgemeente Château-Gontier)
- Chérancé
- Craon
- Denazé
- Marigné-Peuton
- Mée
- Niafles
- Peuton
- Pommerieux
- Prée-d'Anjou
- Saint-Quentin-les-Anges